# وان میلز
وان میلز (انگلیسی: Vaughan Mills) یک مرکز خرید منطقه‌ای است که در گوشه جنوب شرقی بزرگراه ۴۰۰ انتاریو و جاده رادرفورد، در وان (شهرک)، انتاریو، درست در جنوب سرزمین عجایب کانادا واقع شده‌است.